# Dalea pringlei
Dalea pringlei är en ärtväxtart som beskrevs av Asa Gray. Dalea pringlei ingår i släktet Dalea, och familjen ärtväxter.

## Underarter
Arten delas in i följande underarter:
- D. p. multijuga
- D. p. oxyphyllidia
- D. p. pringlei